# تیندال (میزوری)
تیندال (به انگلیسی: Tindall) یک شهر در ایالات متحده آمریکا است که در شهرستان گراندی، میزوری واقع شده‌است. تیندال ۰٫۳۴ کیلومتر مربع مساحت و ۷۷ نفر جمعیت دارد و ۲۴۱ متر بالاتر از سطح دریا واقع شده‌است.